# 土壤压实
土壤壓實是指家畜或碾壓機器施加壓力在土壤上，導致土壤失去其内部的空隙。土壤壓實，也可能會导致土壤中缺水。因为土壤變得不那麽能夠吸收雨水，從而增加了地表溢流和土壤侵蝕的可能性。礦物顆粒同時加壓使得植物難以生存，壓實的土壤使土壤幾乎不留有储存空氣和水的空间，而水与空气對植物的根的生長來說是必要的。经过压实的土壤對掘穴動物来说也是一个不好的環境，因為土壤密度的增加使其更難以穿透。
恢復土壤壓實的能力取決於氣候、礦物和動物。高收縮膨脹能力的土壤，如變性土，能在雨雪量发生改变的时候迅速从压缩后的状态恢復过来（幹旱慢慢收緊土壤，造成裂紋）。但粘土不崩裂，因為它們幹不能自己从压实的状态恢复，除非他們所在的地方有蚯蚓等動物居住-塞西爾土壤系列就是一個例子。

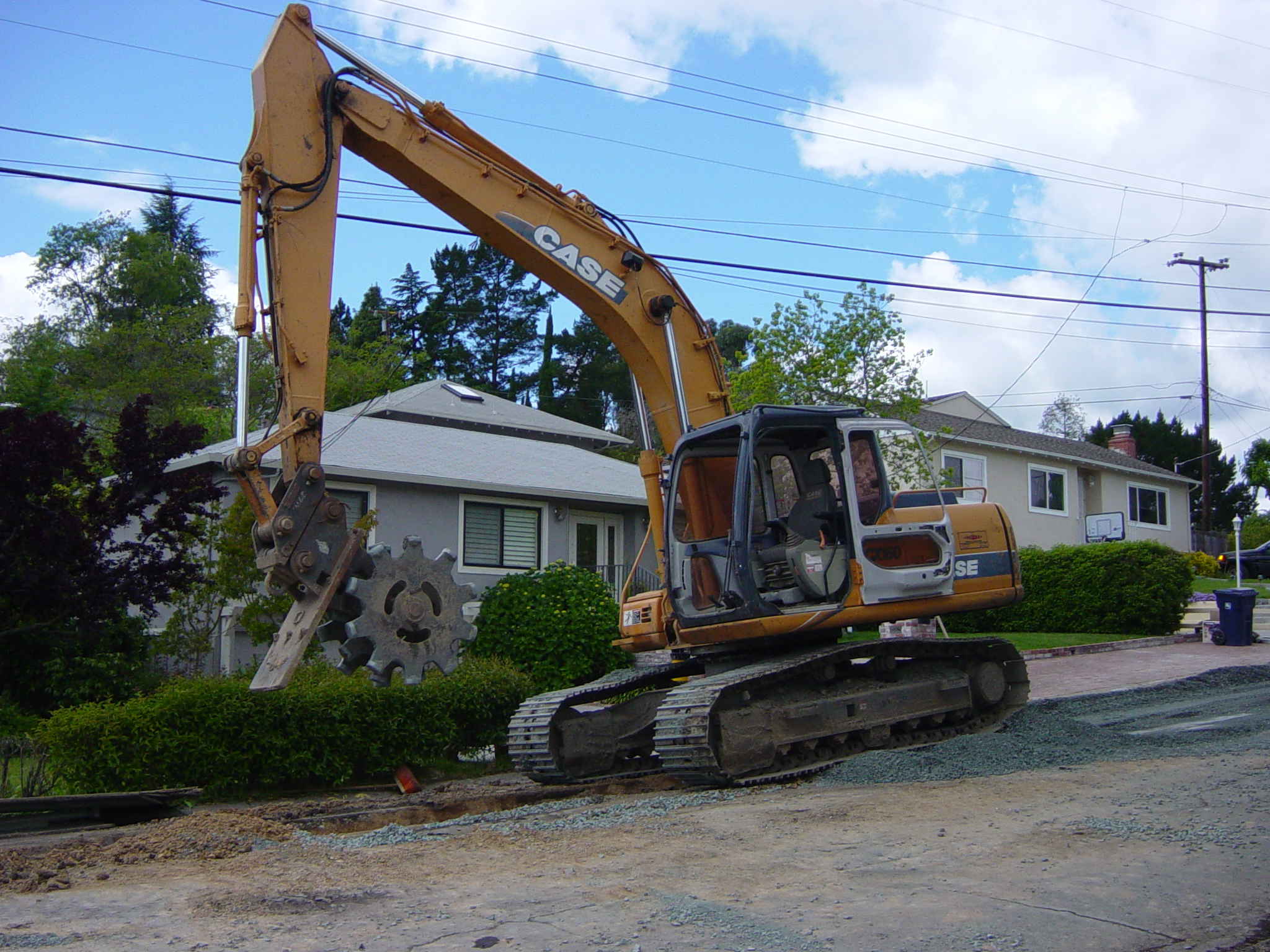
A crawler-backhoe is here equipped with a narrow sheepsfoot roller to compact the fill over newly placed sewer pipe, forming a stable support for a new road surface

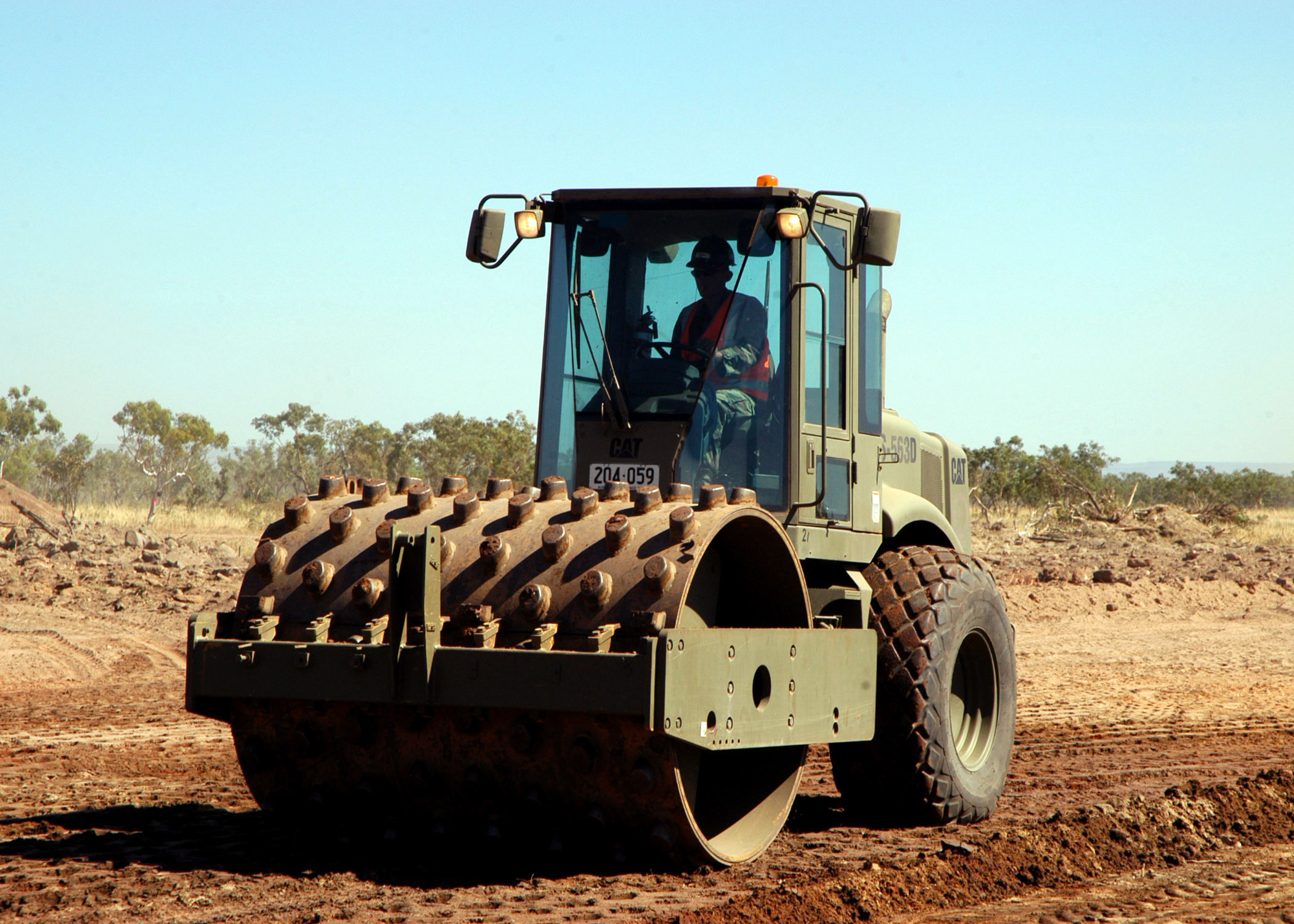
由美国海军修建营成员操作的压实机/压路机

## 在建築業領域
增加土壤的密度以及它的副作用，包括增加強度和降低通透性，通常在土木工程和建筑物地基建造中能取得令人满意的效果。土壤压实通常是使用重型機械完成的。這些設備通常使砂和礫石产生震动，造成土壤顆粒重新定位并形成密集的結構。 壓路機經常使用于由淤泥或粘土构成的土壤上，以增强小區域的土壤的強度，驅動空氣離開土壤。
土壤壓實的結果是由容積密度決定的，並且與最大密度比較。例如，從普羅克特擊實試驗獲得結果，去決定它的“相對硬度”

## 在農業領域
農業土壤壓實受到許多農業土壤科學家和農民的關註，因為土壤壓實可能減少植物的生長。這可能會清楚的觀察到車轍印。無論如何，不能說所有的壓實都會減少植物的生長。這個話題是復雜的，因为它關係到植物對土壤結構的反應和水的供應。 因此，這需要了解土壤下面應用層的重力分布，以及土壤毀壞和變形的結果。

## 消除壓實
在農業領域，土壤壓實對收成有負面的影響。解決方法包括開墾土地和zaï-系統。 

## 外部連結
- Soil Compaction and Root Growth
- Modular pavement system for non-compaction